# Rekordy świata w żonglerce
Ta strona zawiera wszystkie rekordy zarówno żonglerki maczugami, piłkami, obręczami i odbijającymi się piłkami jak i żonglerki dwuosobowej tymi samymi, wspomnianymi wcześniej przedmiotami.
Rekordy w każdej sekcji są podzielone na dwie grupy.
- Pierwsza to oficjalne rekordy, które mogą być udowodnione tylko przez zapis wideo. Filmy z tymi rekordami są dostępne na stronie Serwisu Informacyjnego Komitetu Żonglowania Wieloma Przedmiotami (Juggling Information Service Committee on Numbers Juggling w skrócie "JISCON")
- Druga grupa to rekordy nieoficjalne, takie same lub lepsze od wyników oficjalnych. Ich ustanowienie najczęściej ogłaszają znani żonglerzy, którzy nierzadko mają na to świadków.

## Rekordy solo

### Maczugi/kije
Rekordy solo ze strony JISCON lub z publicznie dostępnym zapisem wideo:
- 9 kijków, 9 złapań - Bruce Tiemann w 1996 (wideo),[1] Scott Sorensen w 1997 (wideo),[1] Chris Fowler w 2003 (wideo)[1] i Daniel Eaker w 2009 (wideo).
- 8 maczug, 16 złapań - Anthony Gatto w 2006 (wideo).[1]
- 7 maczug przez 4 minuty 23 sekundy - Anthony Gatto w 2005 (wideo).[1]
- 6 maczug przez 7 minut 38 sekund - Anthony Gatto w 2005 (wideo).[1]
- 5 maczug przez 53 minuty 21 sekund - Thomas Dietz w 2005.[1]

Takie same lub lepsze rekordy solo bez zapisu wideo dostępnego dla JISCON lub ogółu
- 8 maczug, 21 złapań - Anthony Gatto w 2006.[2]
- 5 maczug przez 1 godzinę 25 minut - Thomas Dietz w 2007.[2]
- 4 maczugi przez 1 godzinę 11 minut 35 sekund - Luis Nino Villesca w 2005 (osobiste zapewnienie).
- 3 maczugi przez 1 godzinę 20 minut (dokładnie 10,000 złapań) - Howie Bailey w 2004 (wielu świadków).

### Piłki/woreczki
Rekordy solo ze strony JISCON lub z publicznie dostępnym zapisem wideo:
- 12 piłek, 12 złapań - Bruce Sarafian w 1996 (wideo),[1] Ben Beever w 2001 (wideo), Peter Bone w 2006 (wideo)[1] i Brian Koenig w 2007 (wideo).
- 11 piłek, 15 złapań - Bruce Sarafian w 2001 (wideo).[1]
- 10 piłek, 23 złapania - Bruce Sarafian w 2001 (wideo).[1]
- 9 piłek, 54 złapania - Anthony Gatto w 2006.[1]
- 8 piłek przez 1 minutę 13 sekund - Anthony Gatto w 2006(wideo).[1]
- 7 piłek przez 10 minut 12 sekund - Anthony Gatto w 2005 (wideo).[1]
- 3 piłki przez 12 godzin 5 minut - David Slick w 2009 (wideo).[3]

Takie same lub lepsze rekordy solo bez zapisu wideo dostępnego dla JISCON lub ogółu
- 13 piłek, 13 złapań - Peter Bone w 2005.(dyskusja).[2]
- 12 piłek, 13 złapań - Peter Bone w 2005 (dyskusja).[2]
- 12 piłek, 12 złapań - Luke Burrage w 2003 (dyskusja).[2]
- 11 piłek, 18 złapań - Peter Bone w 2003 (claim).[2]
- 10 piłek, 28 złapań - Bruce Sarafian w 2004 i Thomas Dietzw 2007 (osobiste zapewnienie).[2]
- 9 piłek, 305 złapań - Anthony Gatto w 2004.[2]
- 8 piłek, przez 1 minutę 13 sekund - Anthony Gatto w 2006.[2]
- 7 piłek, przez 10 minut 12 sekund - Anthony Gatto w 2005.[2]
- 6 piłek przez 25 minut 7 sekund - Thomas Dietz w 2005 (osobiste zapewnienie).
- 5 piłek przez 3 godziny 47 minut - Thomas Dietz w 2007.[2]
- 4 piłki przez 1 godzinę 26 minut 25 sekund - Alvaro Palominos w 2004 (osobiste zapewnienie).

### Obręcze/talerze
Rekordy solo ze strony JISCON lub z publicznie dostępnym zapisem wideo:
- 13 obręczy, 13 złapań - Albert Lucas w 2002.[1]
- 12 obręczy, 12 złapań - Anthony Gatto w 1993 (wideo późniejszego powtórzenia rekordu),[1] Albert Lucas w 1996,[1] i Sam Hartford w 2002 (wideo).
- 11 obręczy, 17 złapań - Anthony Gatto w 2006.[1]
- 10 obręczy, 47 złapań - Anthony Gatto w 2005.[1]
- 9 obręczy, 235 złapań - Anthony Gatto w 2005 (wideo).[1]
- 8 obręczy przez 1 minutę 17 sekund - Anthony Gatto w 1989.[1]
- 7 obręczy przez 15 minut 5 sekund - Anthony Gatto w 2005.[1]

Takie same lub lepsze rekordy solo bez zapisu wideo dostępnego dla JISCON lub ogółu
- 14 obręczy, 14 złapań - Albert Lucasw 2000 (claim).
- 12 obręczy, 24 złapania - Albert Lucas w 2004.[2]
- 12 obręczy, 16 złapań - Anthony Gatto w 2004.[2]
- 11 obręczy, 22 złapania - Sergei Ignatov w 2004 i Anthony Gatto w 2004.[2]
- 10 obręczy, 68 złapań - Anthony Gatto w 2004.[2]
- 9 obręczy, 332 złapania - Anthony Gatto w 2004.[2]
- 6 obręczy przez 3 minuty - Thomas Dietz w 2005 (osobiste zapewnienie).
- 5 obręczy przez 26 minut 34 sekundy - Thomas Dietz w 2004).[2]

### Odbijanie
Rekordy solowe swobodnego odbijania z publicznie dostępnym zapisem wideo:
- 11 piłek, 11 złapań - Tim Nolan w 1990 (wideo).
- 10 piłek, 39 złapań - Robert Mosher III w 2007 (wideo).
- 9 piłek przez 32 sekundy - Robert Mosher III w 2007 (wideo).
- 6 piłek przez 10 minut 8 sekund - John Jones w 2001 (osobiste zapewnienie)
- 5 piłek przez 57 minut - Dave Critchfield w 2005 (osobiste zapewnienie).

Rekordy solowe wymuszonego odbijania z publicznie dostępnym zapisem wideo:
- 12 piłek, 12 złapań - Alan Šulc w 2008 (wideo).
- 10 piłek, 10 złapań - Alan Šulc w 2008 (wideo).
- 9 piłek, 62 złapania - Alan Šulc w 2008 (wideo).
- 8 piłek, 208 złapań - Alan Šulc w 2008 (wideo).
- 7 piłek, 196 złapań - Christian Kloc w 2006 (wideo).

Takie same lub lepsze rekordy solo bez zapisu wideo dostępnego dla JISCON lub ogółu
- 9 piłek przez 30 sekund - Antonio Bucci w 1988 (wielu świadków).
- 8 piłek przez 4 minuty 30 sekund - Antonio Bucci w 1988 (wielu świadków).
- 7 piłek przez 52 minuty - Antonio Bucci w 2001 (wielu świadków).

## Dwuosobowe

### Maczugi
Rekordy dwuosobowe ze strony JISCON lub z publicznie dostępnym zapisem wideo:
- 14 maczug, 14 podań - Peter Kaseman i Darin Marriott w 2004.[1]
- 13 maczug, 26 podań - Wes Peden i Patrik Elmnert w 2009 (wideo).
- 12 maczug, 76 podań - Manuel Mitasch i Christoph Mitasch w 2008 (wideo).
- 11 maczug, 196 podań - Manuel Mitasch i Christoph Mitasch w 2007 (wideo).[1]
- 10 maczug, ponad 600 podań - Manuel Mitasch i Christoph Mitasch w 2008 (wideo).
- 9 maczug, 1392 podań - Manuel Mitasch i Christoph Mitasch w 2007 (wideo).[1]

### Piłki
Rekordy dwuosobowe ze strony JISCON lub z publicznie dostępnym zapisem wideo:
- 19 piłek, 19 podań - Ben Beever i Luke Burrage w 2008 (wideo).
- 18 piłek, 18 podań - Ben Beever i Luke Burrage w 2002 (wideo), oraz David Leahy i Josh Turner in 2008 (wideo).
- 17 piłek, 17 podań - Ben Beever i Luke Burrage w 2002 (wideo).
- 16 piłek, 19 podań - Chris Hodge i Andrew Hodge w 2009 (wideo).
- 15 piłek, 22 podania - Chris Hodge i Andrew Hodge w 2009 (wideo).
- 14 piłek, 134 podań - Doug Sayers i Peter Kaseman w 2010 ().[4]
- 13 piłek, 284 podania - Dominik Ladenburger i Matthias Strebel w 2008 (wideo).
- 12 piłek, 209 podania - Chris Hodge i Andrew Hodge w 2011 ().
- 11 piłek, 515 podania - Paweł Witczak i Marcin Hałas w 2011 ()

Takie same lub lepsze rekordy dwuosobowe bez zapisu wideo dostępnego dla JISCON lub ogółu
- 20 piłek, 20 podań - Dan Wood i David Leahy w 2010 ()

### Obręcze
Rekordy dwuosobowe z publicznie dostępnym zapisem wideo:
- 18 obręczy, 18 podań - Rojic Levicky i Victor Teslenko w 2008 (wideo).
- 16 obręczy, 16 podań - Anthony Gatto i Ivan Pecel w 2006 (wideo).
- 13 obręczy, 78 podań - Kati Ylä-Hokkala i Sean Gandini w 2002(?) (wideo).
- 12 obręczy, 138 podań - Kati Ylä-Hokkala i Sean Gandini w 2002(?) (wideo).

### Odbijanie
Rekordy dwuosobowe z publicznie dostępnym zapisem wideo:
- 19 piłek, 20 podań - Dave Critchfield i John Jones w 2007 (wideo).
- 18 piłek, 30 podań - Dave Critchfield i John Jones w 2005 (wideo).
- 17 piłek, 43 podań - Dave Critchfield i John Jones w 2007 (wideo).
- 16 piłek, 74 podań - Dave Critchfield i John Jones w 2005 (wideo).
- 15 piłek, 160 podań - Dave Critchfield i John Jones w 2007 (wideo).
- 14 piłek, 365 podań - Dave Critchfield i John Jones w 2009 (wideo).
- 13 piłek przez 1 minute 59 sekund - Vincent Bruel i Sylvain Garnavault w 2004 (wideo).
- 12 piłek przez 3 minuty - Dave Critchfield i John Jones w 2002 (wideo).
- 11 piłek przez 7 minut 37 sekund - Dave Critchfield i John Jones w 2005 (wideo).